# Socotragierzwaluw
De socotragierzwaluw (Apus berliozi) is een vogel uit de familie van de gierzwaluwen (Apodidae).

## Kenmerken
De socotragierzwaluw is 16 cm lang. Het mannetje is 37,5 gram zwaar, het vrouwtje 40 gram. De vogel is geheel bruin met een grote lichte keelvlek. Hij lijkt sterk op de vale gierzwaluw, maar donkerder en meer egaal bruin.

## Verspreiding en leefgebied
De socotragierzwaluw bewoont droge gebieden, zowel bij menselijke bewoning als in bergland tussen de 700 en 1200 m boven de zeespiegel. Hij broedt op het vasteland van Afrika in de spleten van rotswanden aan zee.
De ondersoort A. b. berliozi is een endemische broedvogel van het eiland Socotra die broedt in het Haijhirgebergte. De ondersoort A. b. bensoni broedt in de buurt van Hal Hambo in Oost-Somalië en overwintert in Kenia.

## Status
De grootte van de populatie van de socotragierzwaluw is niet gekwantificeerd. Er is geen aanleiding te veronderstellen dat de soort in aantal achteruit gaat. Om deze redenen staat deze gierzwaluw als niet bedreigd op de Rode Lijst van de IUCN.